# Jon Errasti
Jon Errasti Zabalete (* 6. června 1988, Eibar, Gipuzkoa, Baskické autonomní společenství, Španělsko) je španělský fotbalový záložník baskického původu, momentálně hraje v klubu SD Eibar.

## Klubová kariéra
Odchovanec baskického klubu Real Sociedad, kde mimo mládežnických týmů hrál i za rezervu. V červnu 2012 přestoupil do tehdy třetiligového klubu SD Eibar, s nímž zažil postup až do Primera División.